# おいでまい
おいでまいは、日本のイネの栽培品種および銘柄名。香川県オリジナルの水稲うるち米である。品種名は讃岐弁で「いらっしゃい」の意味であり、「香川県で生まれた新しいお米を多くの人に食べて欲しい、食べにきてほしい」との思いが込められている。
イメージキャラクターは、「おいでまいちゃん」。

## 概要
ヒノヒカリより、出穂期はやや晩で高温障害による白未熟米の発生が少なく品質が良い。稈の長さが短く倒伏しにくい。粒の美しさが特徴で、丸みがあって粒揃いが良く、炊飯時には明るい艶がある。食味は、しっかりとした粒感があり、コシヒカリ並みに粘りがあって米本来の食感が楽しめる。
- 交配系譜

| ほほえみ | ほほえみ | ほほえみ | ほほえみ | ほほえみ   | ほほえみ |  |  | あわみどり | あわみどり | あわみどり | あわみどり | あわみどり | あわみどり |  |  |  |  |
| ほほえみ | ほほえみ | ほほえみ | ほほえみ | ほほえみ   | ほほえみ |  |  | あわみどり | あわみどり | あわみどり | あわみどり | あわみどり | あわみどり |  |  |  |  |
|          |          |          |          |            |          |  |  |            |            |            |            |            |            |  |  |  |  |
|          |          |          |          | おいでまい |          |  |  |            |            |            |            |            |            |  |  |  |  |

## 経過
- 2002年 - 香川県農業試験場で父をほほえみ、母をあわみのりとし人工交配させ開発された品種。
- 2010年 - 11月、おいでまい（当時の試験名:香系8号）を香川県の奨励品種に認定。
- 2012年 - 香川県を中心に、「おいでまい」の普及を図るため「おいでまい」委員会を設立した[9][10]。
- 2013年 - 本格栽培が開始されている。
- 2015年 - 11月23日、第17回米・食味分析鑑定コンクール:国際大会で、オーガニックファームまんのう（代表取締役 白川敏行）が都道府県部門で特別優秀賞を受賞[11][12][13]。
- 2016年 - 日本穀物検定協会「米の食味ランキング」で、特A評価になる[14]。
- 2017年 - 1月12日、第1回「おいでまい」品質・食味コンクールを開催[15][16][17]。